# Jag ska inte bli som dom
Jag ska inte bli som dom  (The Early Years) är en vinylsamling släppt 2010 med singel- och albumspår samt låtar från radioprogrammet ”Utspel” från de tidiga inspelningarna 1979-1981 och liveinspelningar av ”Jag ska inte bli som dom”, Inte någonstans” och ”Vad e de jag söker” från rockklubben Errols i Göteborg november 1979.  

## Låtarna på albumet
A-sidan
1. Ge fan i mej 2.58
2. Död bland döda 1.52
3. Hej gamle man 2.26
4. Omyndiga 1.41
5. Slå, banka & sparka 2.19
6. Svarta fåret 2.49
7. Operahuset 2.32
8. En meningslös dag 2.37

B-sidan:
1. Manskomplex 3.21
2. Nymoralismen 3.20
3. (Jag vill inte spela) lotto 3.02
4. Ensam 1.57
5. Jag ska inte bli som dom 1.28
6. Inte någonstans 2.45
7. Vad e de jag söker? 1.53
8. Tack ska du ha 2.15

Text och musik: Attentat 

## Medverkande
Attentat: Mats Jönsson, Magnus Rydman, Cristian Odin och Peter Björklund förutom på A-sidans spår 1 och 2 där de två sistnämnda inte deltar utan istället Martin Fabian och Dag Wetterholm.   